# Muhammad al-Badr

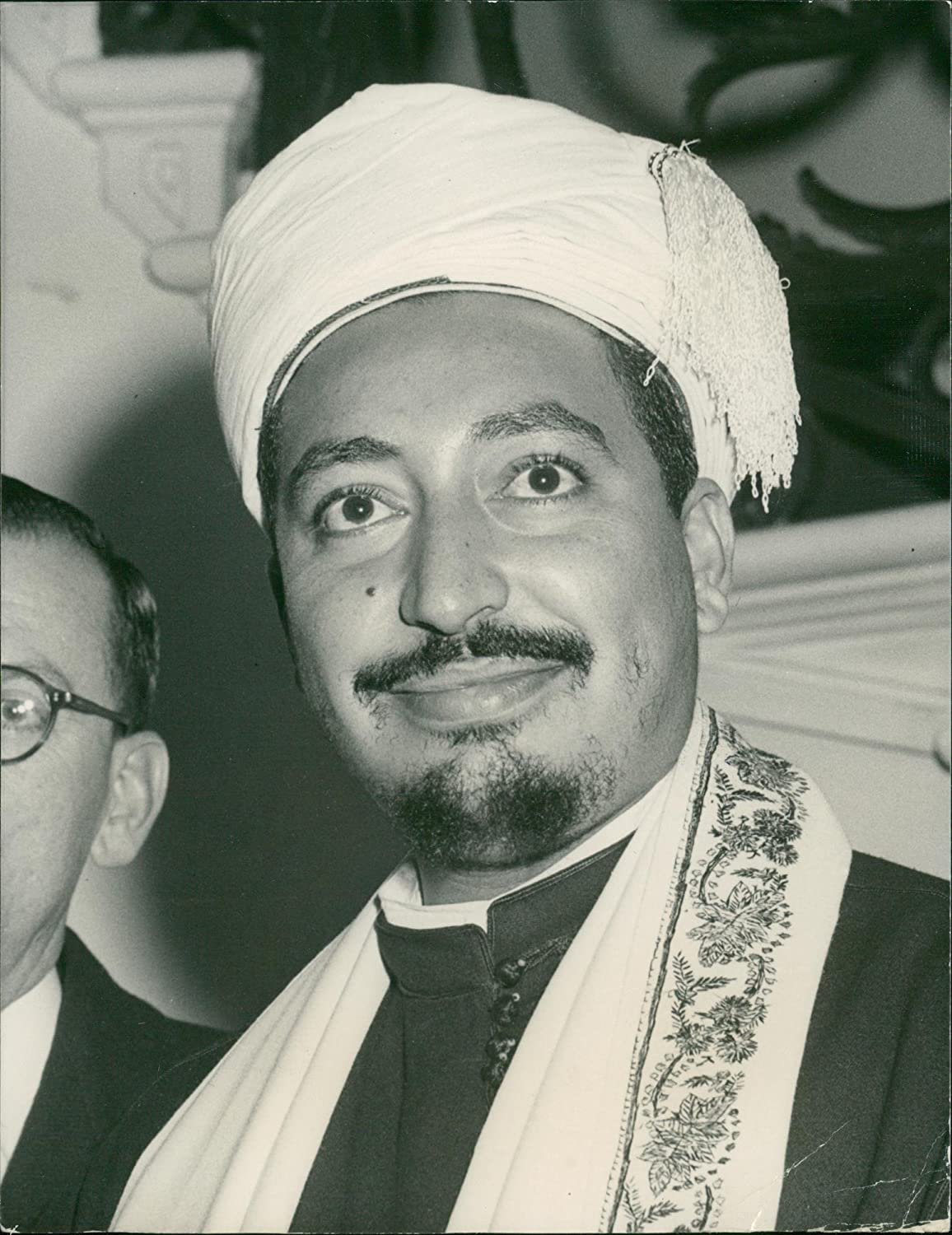
Muhammad al-Badr (1962)

Muhammad al-Badr (arabisch محمد البدر, DMG Muḥammad al-Badr; * 25. Februar 1929 in Hajjah; † 6. August 1996 in London) war der letzte König der Zaiditen im Nordjemen (1962).

## Leben
Muhammad al-Badr wurde von seinem Vater Ahmad ibn Yahya (1948–1962) schon zu Lebzeiten zum Thronfolger bestimmt. Allerdings kam es bald zu Spannungen, als Muhammad die sehr zögerliche Modernisierungspolitik seines Vaters beschleunigen wollte. So versuchte er, während eines Kuraufenthaltes seines Vaters im Ausland, mit Hilfe sowjetischer und chinesischer Berater einige Reformen durchzusetzen. Diese mussten aber nach der Rückkehr seines Vaters wieder zurückgenommen werden. Nachdem Ahmad bei einem Attentat im März 1961 schwer verwundet worden war, übertrug er die Regierung seinem Sohn, der nach dem Tod Ahmads am 19. September 1962 auch zum König des Nordjemen ausgerufen wurde.
Allerdings kam es schon am 26. September 1962 in Sanaa zum Putsch republikanischer Offiziere unter Abdullah as-Sallal. Muhammad al-Badr gelang aber die Flucht. Während die Putschisten die Republik ausriefen, verbündete sich Muhammad mit den Bergstämmen im Nordjemen. In dem nun ausbrechenden Bürgerkrieg (1962–1969) wurden die Republikaner von Ägypten und die Royalisten von Saudi-Arabien unterstützt. Zeitweise kämpften bis zu 40.000 Ägypter auf der Seite der Republikaner. Erst nach dem Rückzug der Ägypter aus dem Jemen (nach dem Sechstagekrieg 1967) und einem gescheiterten Angriff der Royalisten auf Sanaa kam es zu Verhandlungen zwischen den Bürgerkriegsparteien. Nach dem Friedensvertrag, der zu einer Amnestierung der Royalisten führte, verließ Muhammad al-Badr am 8. März 1969 den Jemen, der eine Republik blieb. Er starb 1996 im Exil in London.